# Церковь Покрова Пресвятой Богородицы (Морозовск)
Церковь Покрова́ Пресвятой Богородицы, Покро́вская церковь — православный храм в городе Морозовске Ростовской области; относится к Волгодонской, Белокалитвенское благочиние. 
Адрес: 347210, Ростовская область, город Морозовск, улица Пастухова, 80.

## История
Первая Покровская церковь на станции Морозовской была построена в 1902 году на пожертвования прихожан; освящена 15 февраля 1903 года. Вскоре после Октябрьской революции храм был закрыт, а затем полностью уничтожен.
19 сентября 1984 года религиозным обществом Морозовска был куплен недостроенный дом жителя Морозовска — Лизенко Бориса Ивановича для перестройки его под храм, разрешённой постановлением Морозовского горисполкома № 211 от 20.09.1984 года.
15 сентября 1989 года митрополитом Ростовским и Новочеркасским Владимиром (Сабоданом) храм был освящен. Позже при церкви была создана воскресная школа.
В храме находятся следующие особые святыни::
- икона священномученика Николая Попова с частицей его мощей,
- икона Матроны Московской с частицей мощей,
- икона Покров Пресвятой Богородицы.

Настоятель Покровского храма с 1999 года — протоиерей Александр Почтовый, кандидат богословия.